# NN-123
La carretera NN‑123 es una vía departamental secundaria ubicada en el departamento de Chontales. Sirve como conexión entre la ciudad de Juigalpa y la localidad de La Libertad, permitiendo el tránsito hacia otras rutas departamentales del centro del país.

## Trazado y cruces
| km   | Localidad / Punto | Departamento | Conexión / Ruta |
| ---- | ----------------- | ------------ | --------------- |
| 0,0  | La Libertad       | Chontales    | NN 122          |
| 12,0 | El Coyolito       | Chontales    | Camino rural    |
| 22,1 | Juigalpa          | Chontales    | NIC 7           |

## Coordenadas
Uno de los tramos de la NN‑123 puede ser encontrado en las coordenadas: 11°51′27″N 84°24′39″O / 11.8576, -84.4109